# Éditions Larousse
Pour les articles homonymes, voir Larousse.
Les éditions Larousse sont une maison d'édition française historiquement spécialisée dans les ouvrages de référence, notamment les dictionnaires. Elle a été fondée par Pierre Larousse. La maison s'est diversifiée dans les secteurs du pratique, des essais et documents et de la jeunesse. Larousse est une filiale de Hachette Livre, depuis juillet 2004, et de Vivendi, depuis fin 2023. Dessain & Tolra et Harrap's sont des marques appartenant à Larousse,.

## Historique

### Le fondateur: Pierre Larousse

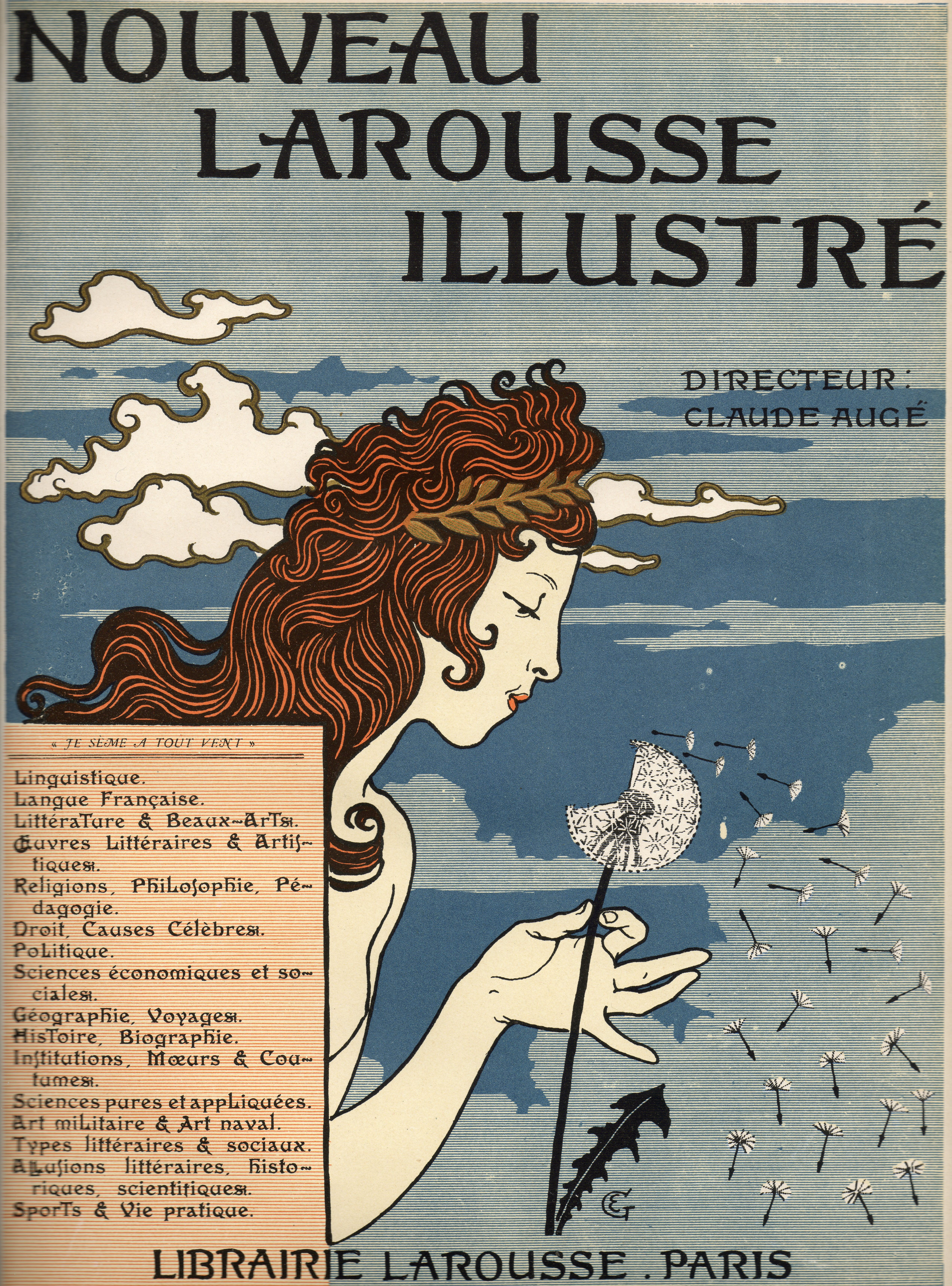
Édition de 1897-1904, direction Claude Augé, design par Eugène Grasset.

La maison d'édition Larousse, fondée en 1852 prend son essor au milieu du XIXe siècle. Son histoire est liée à celle de son fondateur, Pierre Larousse (1817-1875), qui ouvre en 1852 avec son associé Pierre-Augustin Boyer (1821-1896), lui aussi instituteur, une librairie à leurs noms dans le quartier latin : la Maison Larousse & Boyer. Le but de ces deux républicains anticléricaux est d'écrire des manuels scolaires rénovés destinés au primaire et au secondaire, à l'instar de ceux proposés par Louis Hachette depuis 1833.
Les deux instituteurs bourguignons (Pierre Larousse ayant plus un rôle de créateur et Augustin Boyer celui de commercial) louent un petit local au 2 rue Pierre-Sarrazin puis s'installent en 1856 au 49 rue Saint-André-des-Arts.
En 1856, Pierre Larousse publie avec l’aide de François Pillon le Nouveau Dictionnaire de la langue française, ancêtre du Petit Larousse. Par la suite, pendant près de vingt-cinq ans, il lance en 1863, sous forme de fascicules le Grand Dictionnaire géographique, mythologique, bibliographique, littéraire, artistique, scientifique du xixe siècle, qui deviendra le Grand dictionnaire universel du XIXe siècle (paru de 1866 à 1877) en 15 volumes (20 800 pages). Entretemps, en 1869, Pierre se sépare de Boyer (les deux familles se réuniront à nouveau en 1889), reprend le capital qu'il a accumulé grâce aux bénéfices de la maison et s'installe comme auteur-éditeur au 19, rue du Montparnasse et comme imprimeur grâce à une imprimerie qu'il loue rue Notre-Dame-des-Champs. Il meurt à 57 ans, épuisé par son labeur (il avait déjà eu un petit AVC en 1868). Son épouse Suzanne crée la société « Vve P. Larousse et Cie » avec son neveu, Jules Hollier-Larousse (1842-1909). 
Pierre Larousse n'ayant pas eu d'enfants, les continuateurs de la Librairie Larousse sont Émile Moreau (1842-1919) et son frère Georges Moreau (1853-1934), Paul Gillon et Claude Augé ; ce dernier était entré comme aide-comptable dans la maison.
Georges Moreau, associé de Pierre Larousse, devient un directeur de la Librairie Larousse en 1885. Il fonde en 1891 la Revue encyclopédique, qui devient en 1901 la Revue universelle,.

### Le successeur: Claude Augé

Planches des costumes du Nouveau Larousse illustré
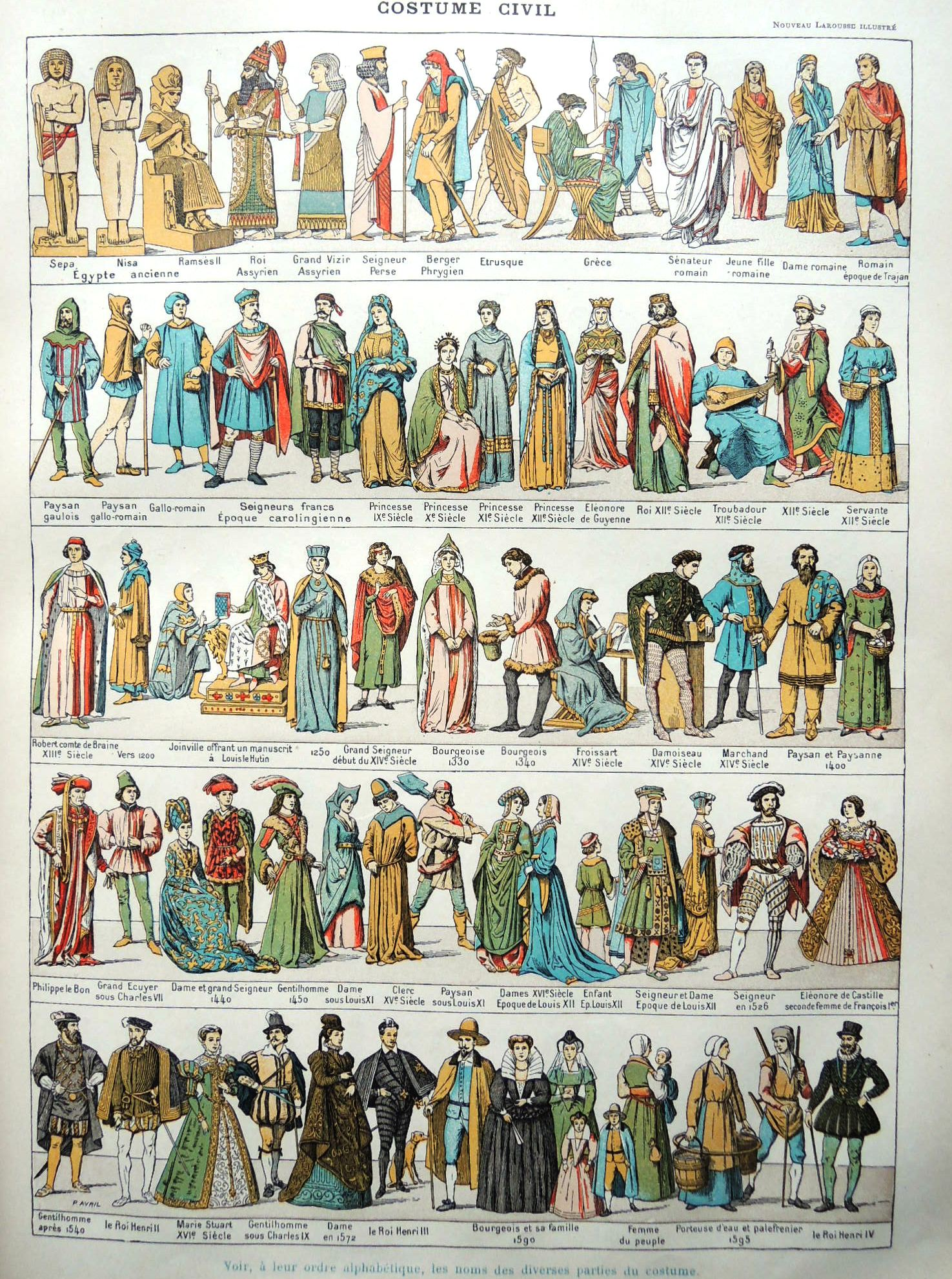
Costumes civils, première planche.
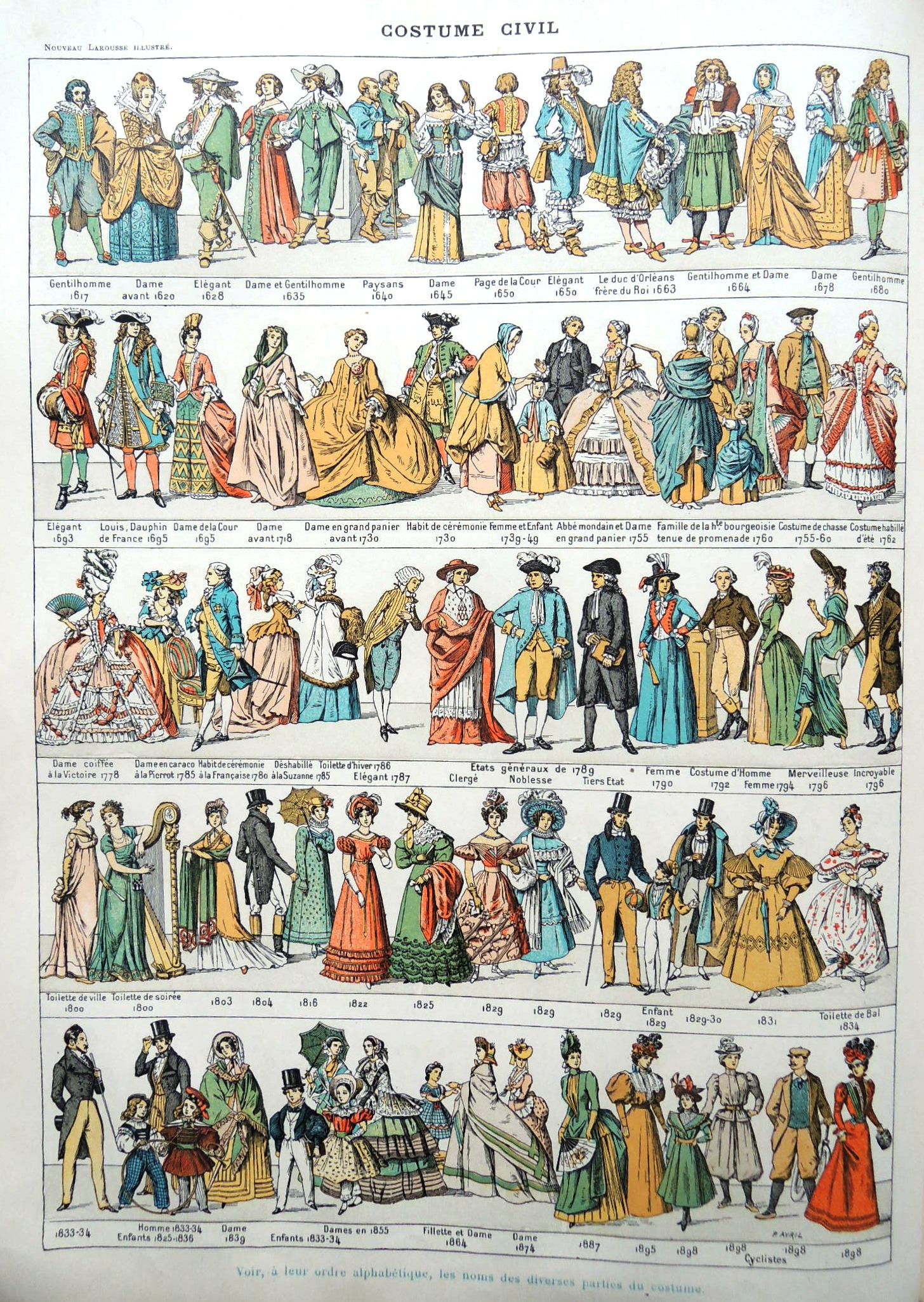
Costumes civils, deuxième planche.
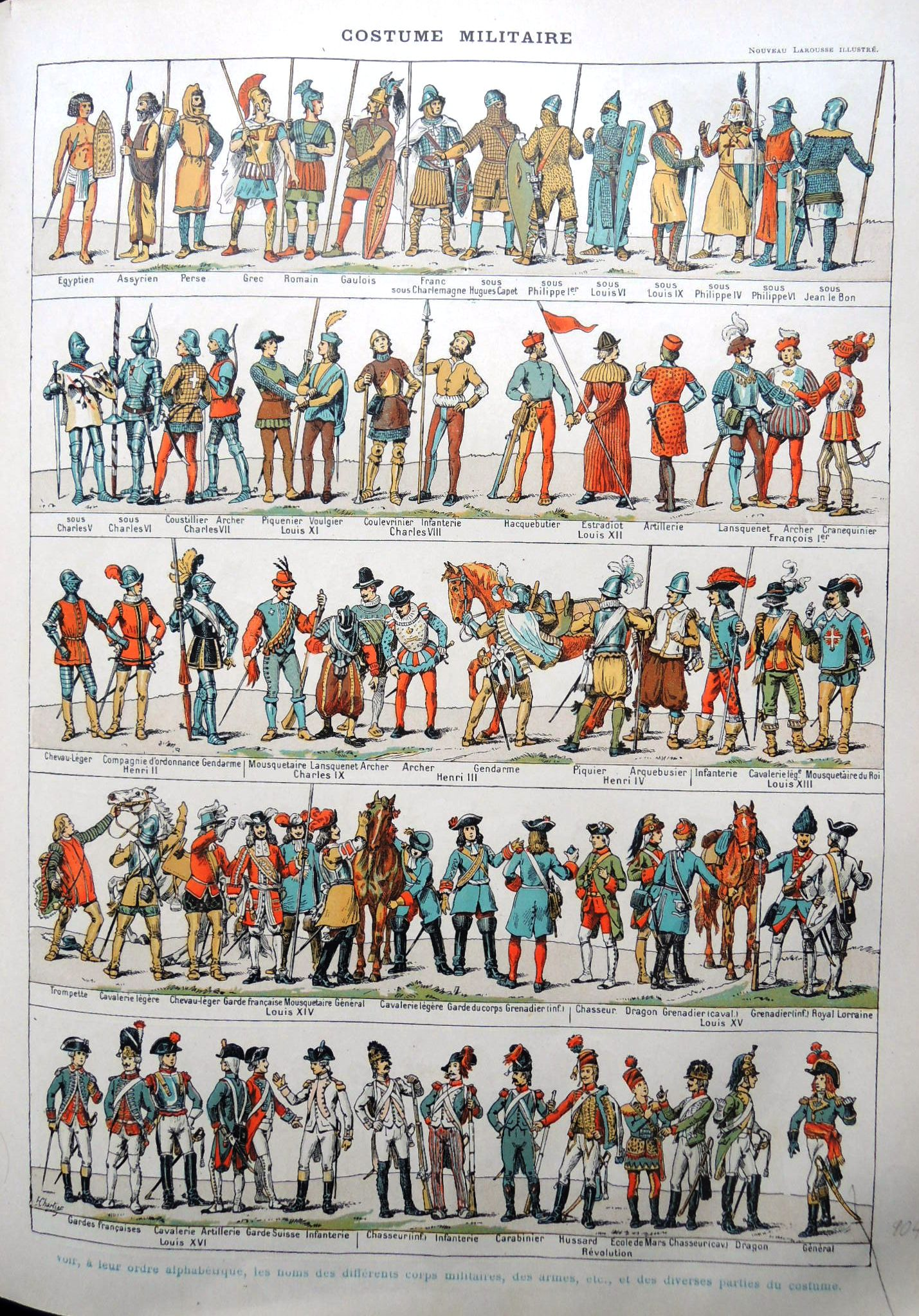
Costumes militaires, première planche.
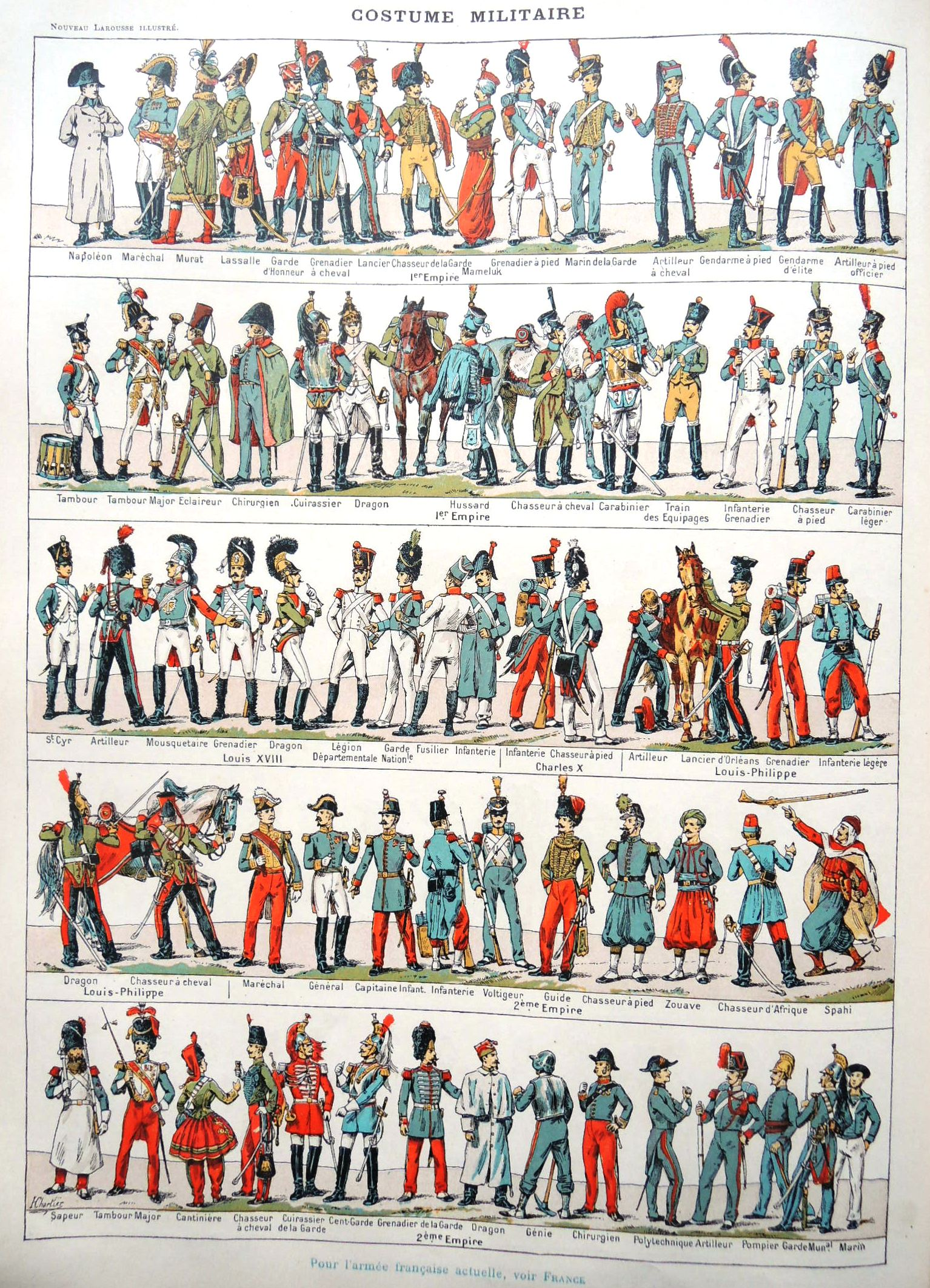
Costumes militaires, deuxième planche.

La « génération de la Semeuse » (1895-1920) poursuit l’œuvre de l'encyclopédiste. Claude Augé développe des produits devenus des références. Le Nouveau Larousse illustré (1897-1904), véritable chef-d'œuvre de l'édition française en sept grands volumes (et un supplément en 1907), a mobilisé plus de 150 collaborateurs et compte 237 000 articles répartis sur 7 600 pages. Ces pages sont illustrées de 49 000 gravures, 504 cartes et 89 planches en couleur. Cet ouvrage est un succès commercial, avec des ventes de plus de 250 000 exemplaires en trente ans.

Nouveau Larousse illustré (1897-1904)
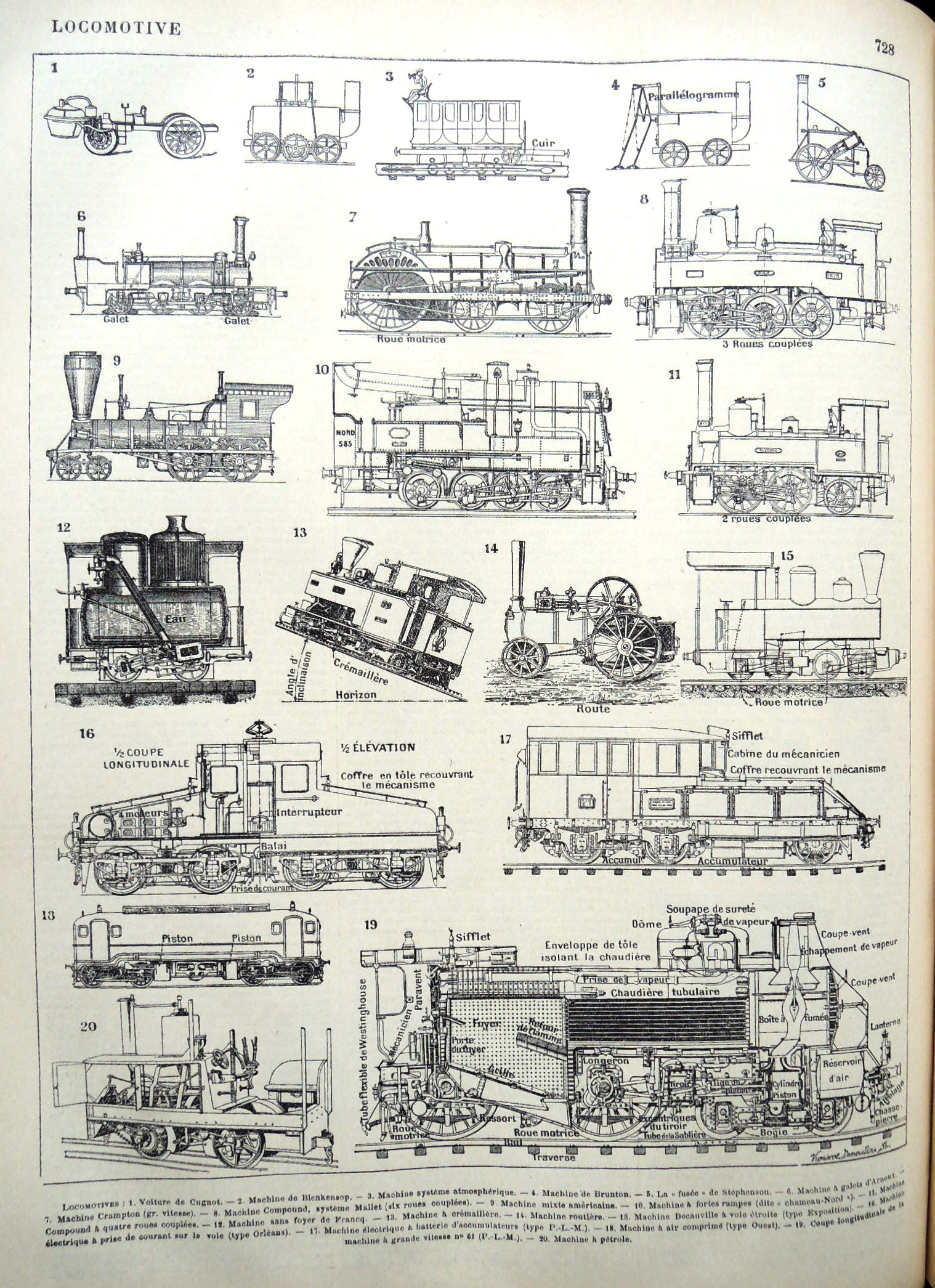
Planche des locomotives.
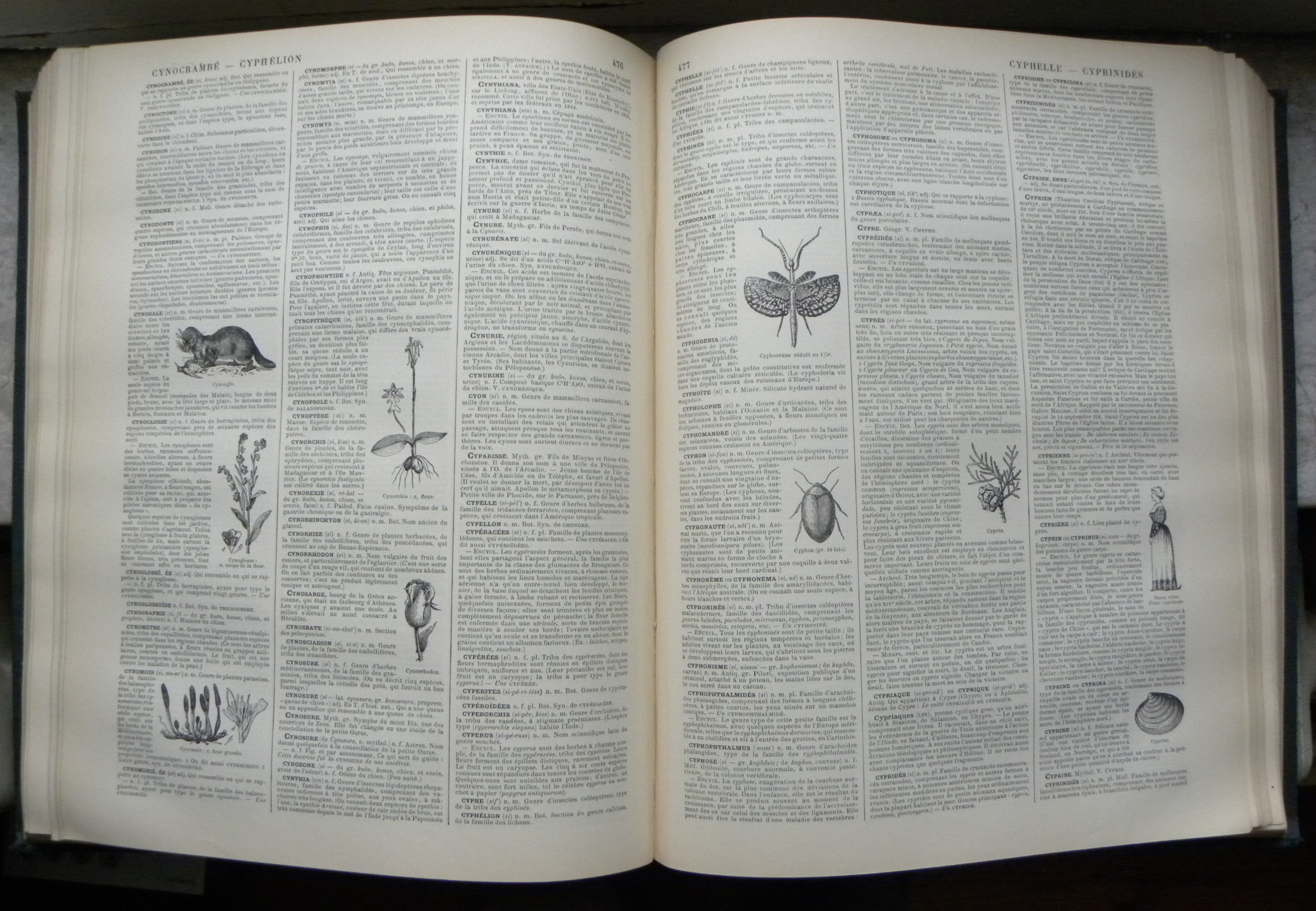
Organisation des articles.
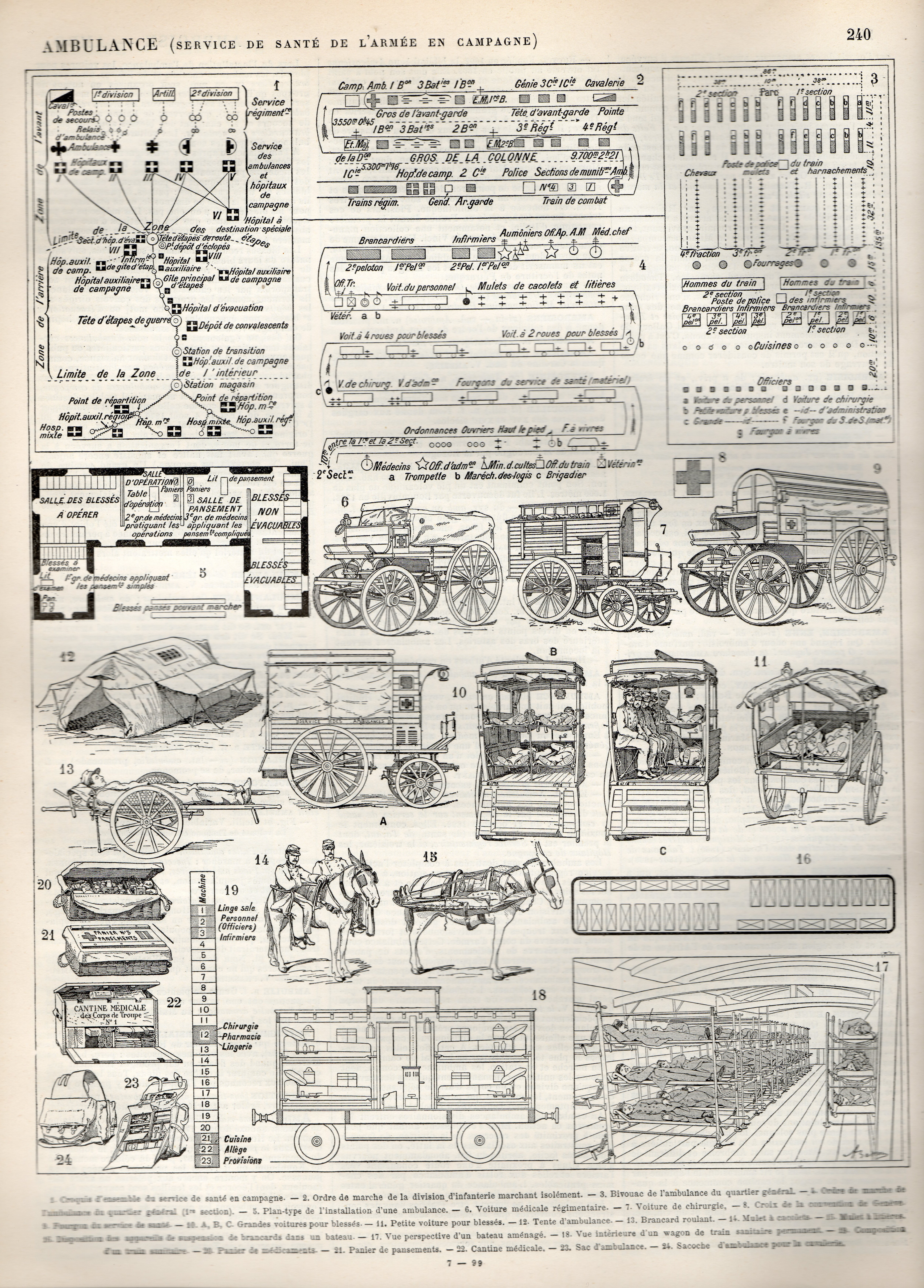
Planche sur les ambulances militaires.

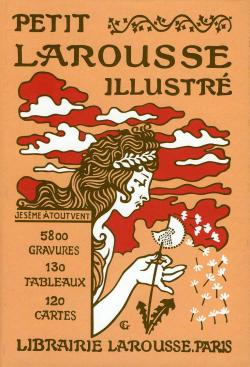
Édition de 1905.

Cette encyclopédie servira de base à la conception du Petit Larousse (1re édition : 1905) recherché aujourd'hui entre autres pour sa couverture signée Eugène Grasset. La maison invente à propos du Petit Larousse le slogan : « Souvent imité mais jamais égalé ».
En 1906 paraît la première édition du Petit Larousse illustré, où est inaugurée la division tripartite qui fera la marque de cet ouvrage : dictionnaire de langue, pages roses des locutions latines et étrangères, dictionnaire des noms propres. Descendant direct du Dictionnaire (1856) de Pierre Larousse, il deviendra en 1924 Le Nouveau Petit Larousse et connaîtra de multiples éditions.

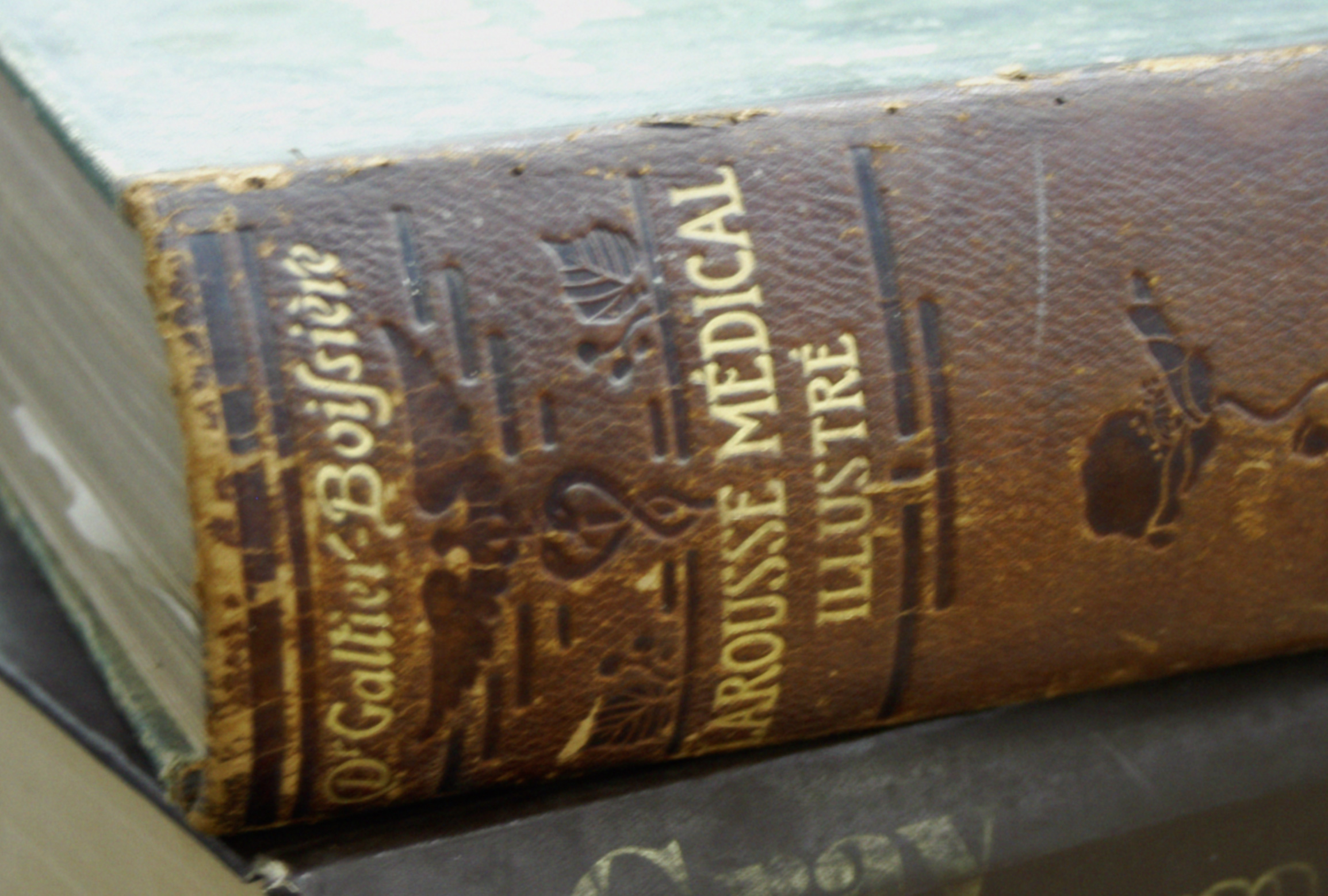
Dos du Larousse médical illustré (1912).

En 1907 commence la publication du Larousse mensuel illustré, sous-titré Revue mensuelle encyclopédique, richement illustré et dont la publication durera jusqu'en 1957.
En 1912 paraît le premier Larousse médical sous la direction du docteur Émile-Marie Galtier-Boissière. Après de nombreuses rééditions et plusieurs refontes, l'ouvrage est toujours commercialisé cent ans plus tard.
La même année, Le Petit Larousse est adapté en espagnol par Miguel de Toro y Gisbert sous le titre Pequeño Larousse ilustrado. D'autres éditions suivront sous le titre Nuevo Pequeño Larousse ilustrado. Cela fait de la maison Larousse l'un des rares éditeurs de dictionnaires qui ont réussi à publier dans une autre langue que celle d'origine.
Successeur du Larousse pour tous (deux volumes : tome 1 en 1907 et tome 2 en 1908), le Larousse universel, un dictionnaire encyclopédique en deux volumes, paraît en 1922.

### Des années 1920 aux années 1960
En 1926 paraît en 1 volume le premier Larousse ménager. Cet ouvrage comprenant environ 3000 articles relate ce qui concerne les bonnes pratiques ménagères au sens large de la femme au foyer à cette époque.
De 1928 à 1933, Paul Augé, fils de Claude, coordonne le Larousse du XXe siècle, dictionnaire encyclopédique universel en six volumes et imprimé en héliogravure. Il a progressivement succédé au Nouveau Larousse illustré, en étant toutefois plus concis, abondamment illustré, scientifiquement plus fondé, et en se fixant pour objectif de renouveler les connaissances de son temps (contient plus de 235 000 articles et environ 6 500 pages). Ce Larousse fera l'objet de plusieurs rééditions actualisées jusqu'à la fin des années 1950 y compris parfois avec une couverture différente pour les rééditions les plus récentes. Un supplément en un volume paraît en 1953 complétant l'ouvrage encyclopédique initial (éditions d'avant 1949).

Planches Arbres et Jardins du Larousse du XXe siècle
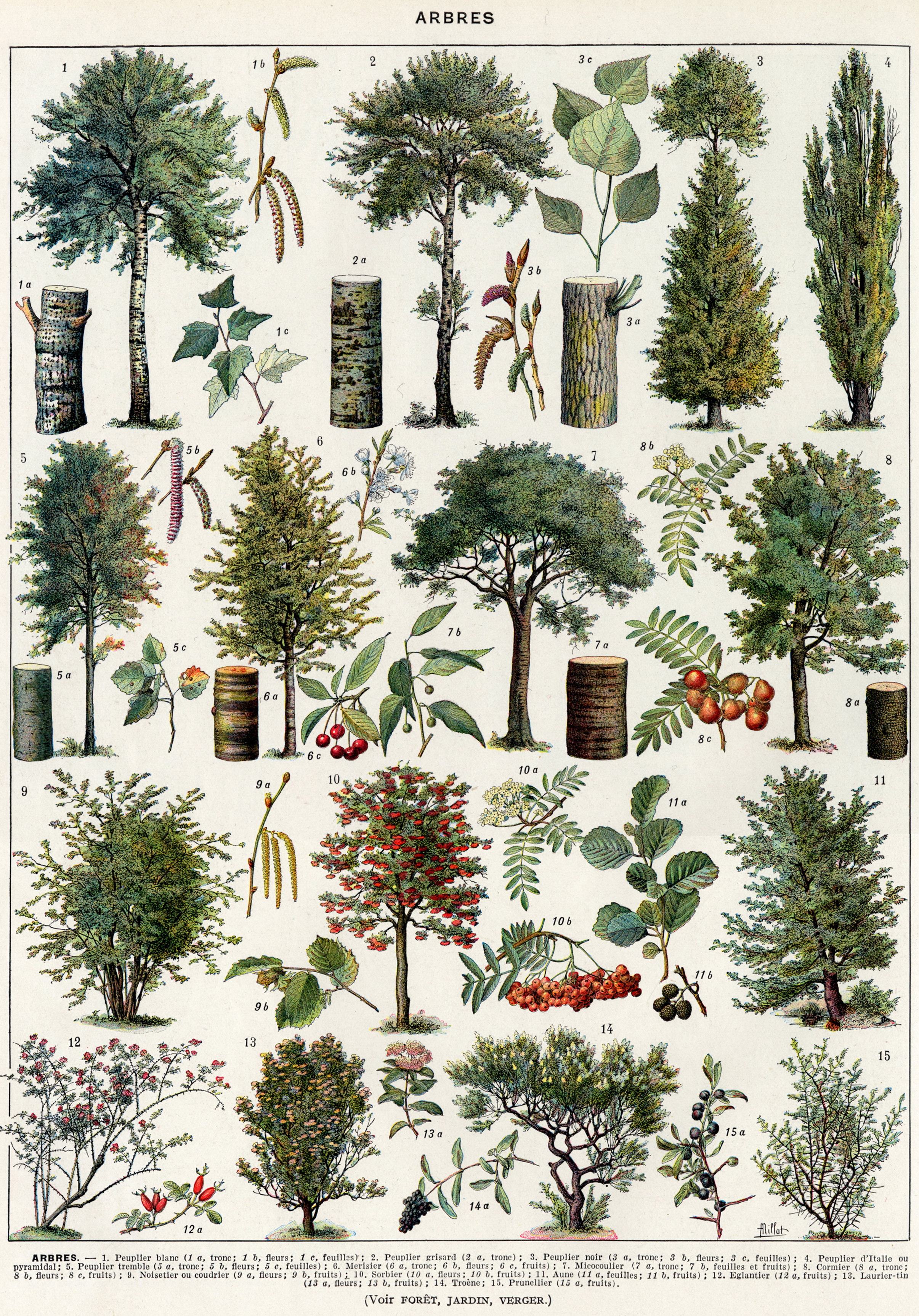
Arbres: bois, feuilles, fruits, etc., première planche.
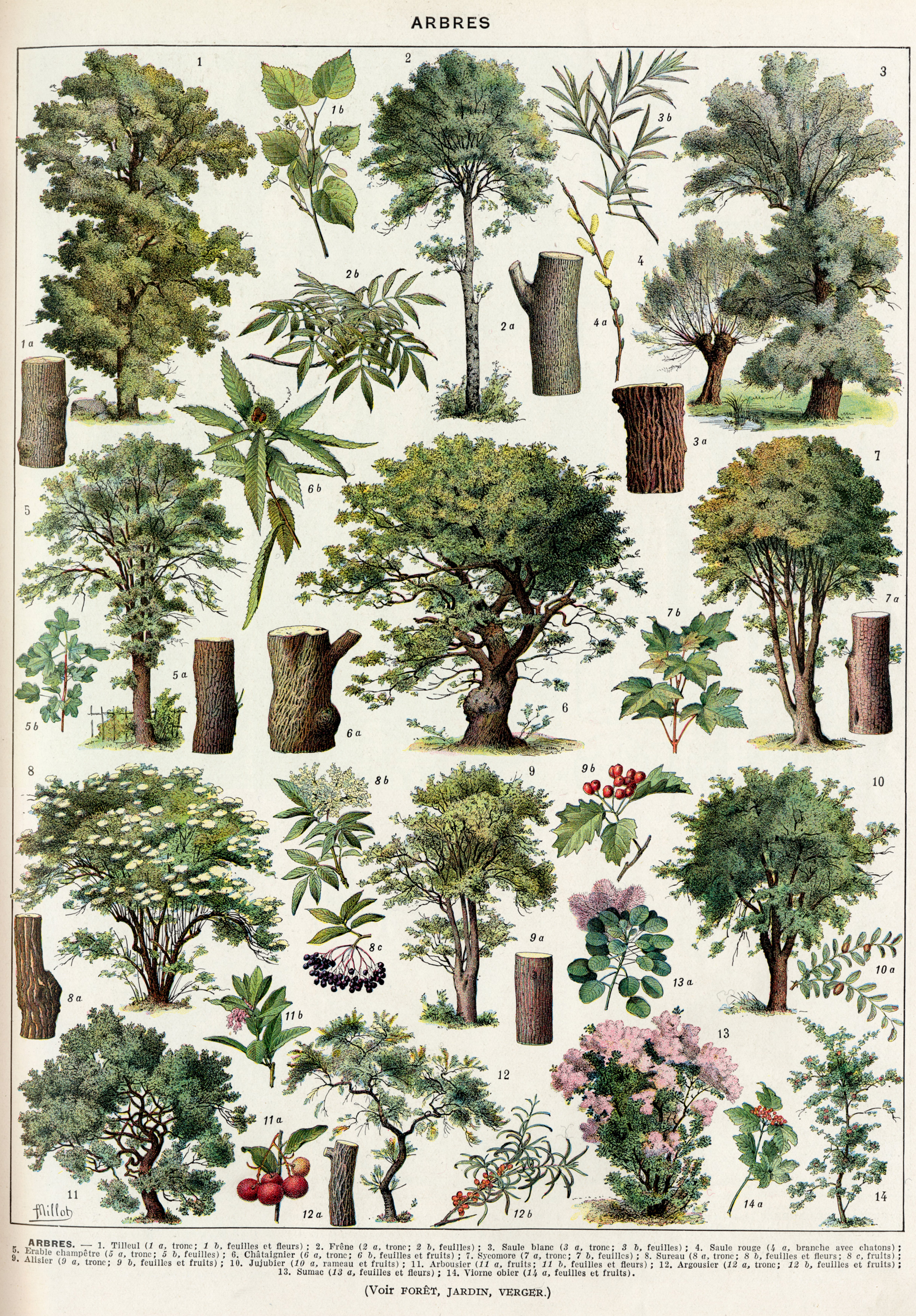
Arbres: bois, feuilles, fruits, etc., deuxième planche.
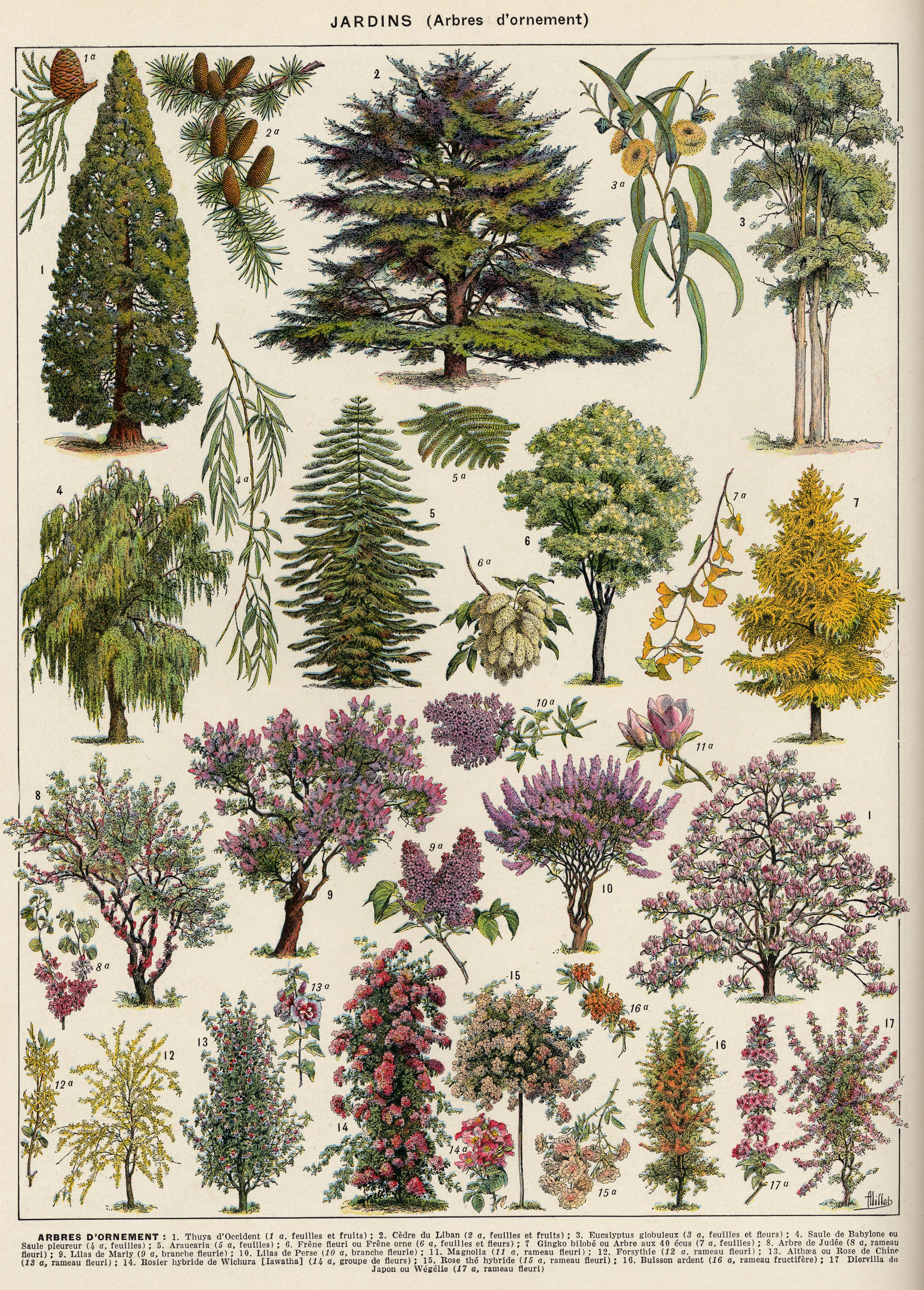
Jardins : arbres d'ornement, première planche.
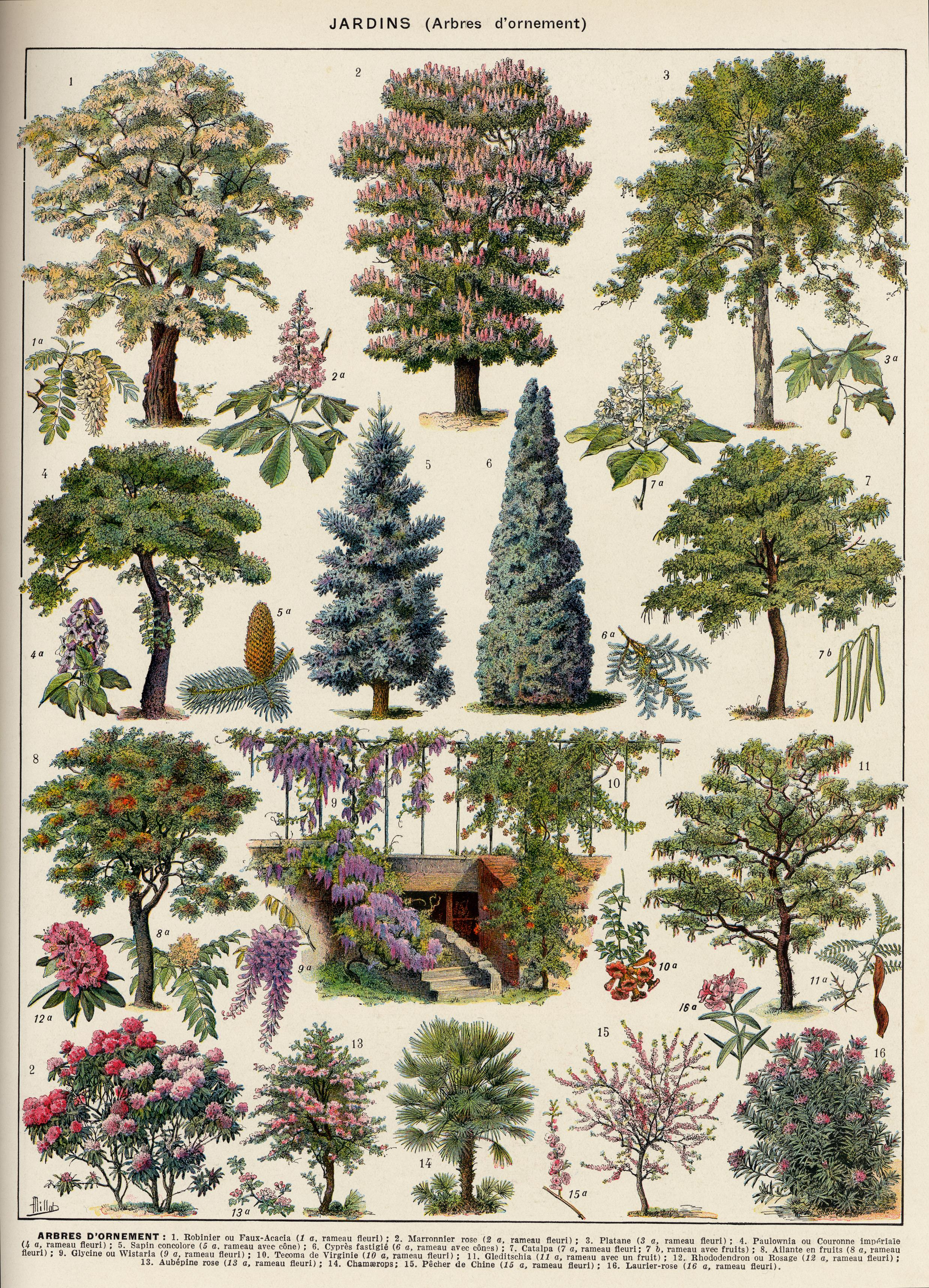
Jardins : arbres d'ornement, deuxième planche.

En 1936 (tome 1) et 1937 (tome 2) sort le Grand Mémento encyclopédique Larousse, en deux volumes, qui se veut un « exposé systématique et méthodique » du savoir encyclopédique, complémentaire au procédé d'exposition alphabétique des autres dictionnaires encyclopédiques Larousse. Les différents chapitres sont signés par plus de 100 collaborateurs, généralement universitaires. En 1955 sort une édition refondue de ce Grand Mémento…, toujours en deux volumes de 1 180 pages chacun, mais sous le titre Encyclopédie Larousse méthodique. Enfin, en 1967 et 1968, la refonte de ces deux volumes en une version à trois volumes appelés Encyclopédie générale Laroussesont édités (rééditions en 1977 et 1983).
En 1938, le Larousse gastronomique, sous la direction de Prosper Montagné, connaît un important succès de librairie : il est traduit dans le monde entier et continue d'être réédité (actualisé et refondu) à ce jour.
C'est aussi à cette époque que naissent les « Classiques Larousse » (1933), série de monographies synthétiques sur les grands auteurs, et qui deviendra la collection « Nouveaux Classiques Larousse » (années 1950-1970).
En 1948 (tome 1) et en 1949 (tome 2) paraît le Nouveau Larousse universel successeur actualisé du Larousse universel de 1922. Vient ensuite une nouvelle version réactualisée au début des années 1960 sous le nom de Larousse universel (deux volumes). Lui succède ensuite une version refondue (actualisée en particulier avec des photos, schémas et cartes en couleurs et noir et blanc) en 1969 et titrée Nouveau Larousse universel (deux volumes).
Le Nouveau Petit Larousse illustré, un dictionnaire encyclopédique, est republié en 1948, 1952 (édition du centenaire refondue et augmentée) et 1959. Cette dernière édition, afin de marquer le centième anniversaire de la fondation de la Librairie Larousse, contient une « brochure contenant la liste des mots supprimés depuis l'édition de 1948 [mise] à la disposition des amateurs de mots croisés ».
De 1960 à 1975, le Grand Larousse encyclopédique en dix volumes et deux suppléments sont publiés, portant un logo dessiné par Jean Picart Le Doux[réf. nécessaire].
À partir de 1965 paraît le Larousse L3 (trois volumes) qui est le condensé du Grand Larousse encyclopédique ; il s'adresse à un public plus large du fait de son coût d'acquisition plus réduit. Des rééditions (parfois actualisées et aux couvertures différentes) se poursuivront jusqu'en 1997 environ (principalement en cinq volumes mais aussi en quatre ou six volumes comme le Larousse L6).

### Le tournant des années 1970

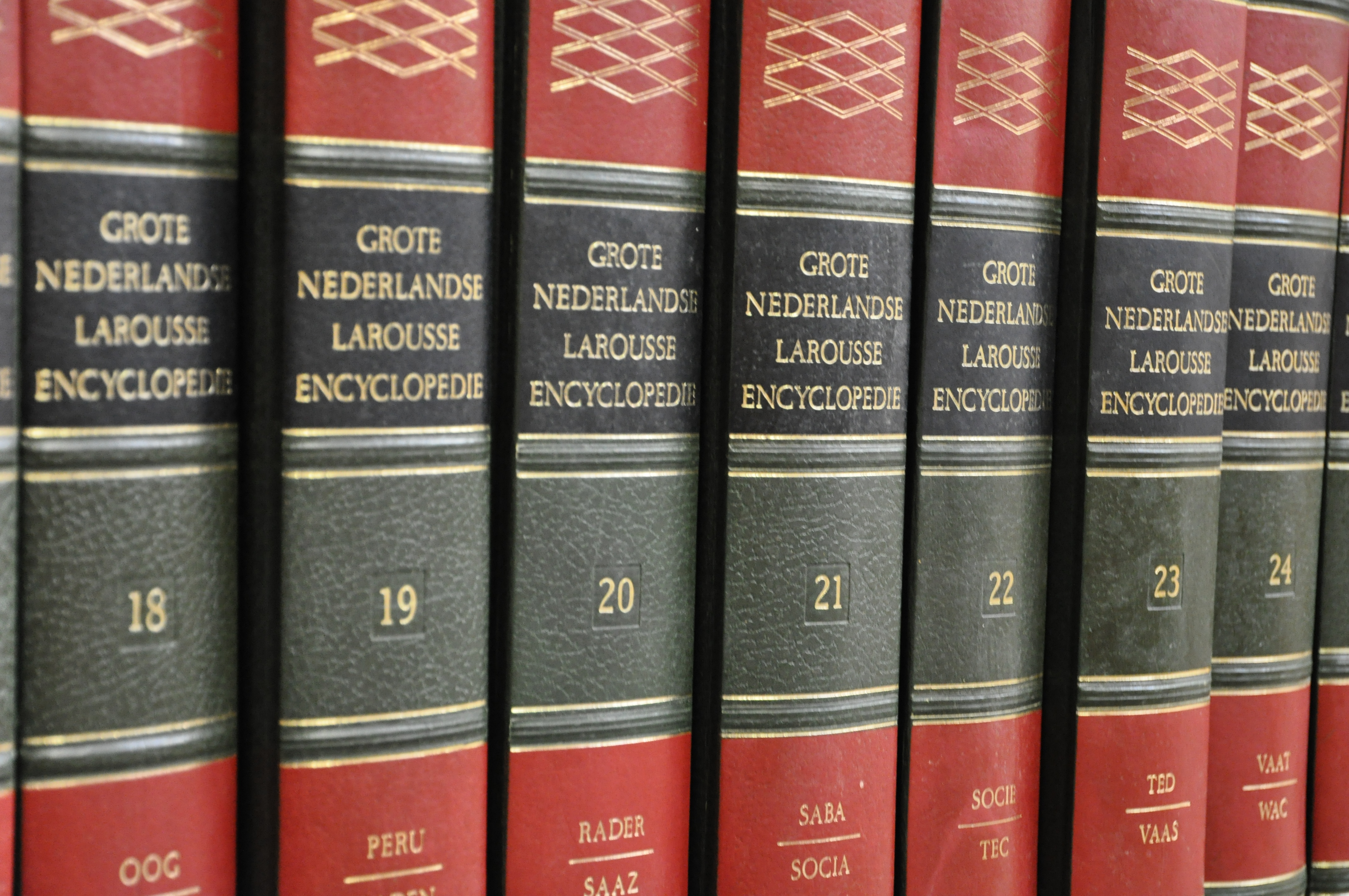
Une des éditions en langue étrangère des grands dictionnaires encyclopédiques de Larousse : le Grote nederlandse Larousse encyclopedie, en néerlandais.

Depuis la création de la maison, les dictionnaires encyclopédiques Larousse dominaient très largement le marché français. Toutefois, vers la fin des années 1960, la concurrence frappe sur deux fronts. D'une part, la suprématie en matière de dictionnaire se termine avec la parution en 1967 du Petit Robert. D'autre part, du côté des encyclopédies, la menace vient de la parution à partir de 1968 de l’Encyclopædia Universalis.
La réponse de la maison Larousse prend la forme d'une Grande Encyclopédie en 22 volumes (vingt tomes encyclopédiques, un index et un atlas) publiée de 1971 à 1978. Elle est complétée par deux suppléments (1981 et 1985). Paraît dans la même période (1971 à 1979) le Grand Larousse de la langue française en sept volumes, mais celui-ci est un échec commercial ; une dernière édition paraissant vers 1989 (concurrence de la maison d'édition SNL - Dictionnaires Le Robert) alors que l'encyclopédie générale en trois volumes parue en 1968 s'avère un support de grande qualité, ouvert et accessible au plus grand nombre. En même temps, l'éditeur lance une série de fascicules encyclopédiques et pédagogiques qui sont vendus en kiosque.
Le Grand Larousse encyclopédique est entièrement refondu à la fin des années 1970. Complété, actualisé et mis à jour, le nouveau dictionnaire encyclopédique paraît sous le nom de Grand Dictionnaire encyclopédique Larousse (GDEL) en 10 et 15 volumesen 1982. L'édition revue et corrigée en 1986 et publiée en janvier 1987, est renommée Grand Larousse universel (GLU). Elle est découpée en 15 volumes (base principale de l'ouvrage toujours avec le même nombre de pages), à quoi s'ajoute un Supplément publié en 1992. Les rééditions suivantes jusqu'en 1997 du GLU contiennent une partie « Actualia » (mise à jour de nouveaux mots, etc.) directement à la fin de chaque volume.
Larousse publie dans les années 1990 l'encyclopédie Théma (jusqu'au milieu des années 2000). Le Grand Larousse illustré paraît en 2006, dont le design est conçu par Philippe Starck (trois volumes et un CD-ROM ; une autre version comprend un stylet infrarouge en plus) qui a pour base Le petit Larousse illustré. Fin 2007 est édité Le grand Larousse encyclopédique en deux volumes.
Est aussi éditée par Larousse une mini encyclopédie en un volume appelée Mémo (1989, 2001, etc.) ou Le nouveau Mémo (1999) puis renommée par la suite Nomade ou Micro encyclopédie (édition 2006) sous un format légèrement plus compact mais au contenu identique (simple réduction des photos, textes légèrement actualisés et schémas).

### Changements d'actionnariat et de direction
En 1983, la société Larousse, qui était restée une entreprise familiale depuis plus de 125 ans, intègre CEP Communication, puis le groupe de la Cité. Ce dernier est absorbé par Havas, en 1997, puis par Vivendi.
En 2004, à la suite de l'éviction de Jean-Marie Messier et du démantèlement de Vivendi, Larousse intègre le groupe Hachette (société Éditions Larousse), son fonds éditorial appartenant au groupe Lagardère (société Larousse SA) par l'intermédiaire d'un contrat de location gérance[source insuffisante].
En 2006 est nommée par Hachette Livre comme présidente-directrice générale de Larousse Isabelle Jeuge-Maynart, également directrice de la branche Hachette Éducation et CEO d'Hachette Board Games.
Au fil des années, et de la diminution des effectifs de la société, Larousse partage peu à peu ses locaux historiques, situés du 15 au 21 de la rue du Montparnasse, avec Fayard et Armand Colin et, depuis 2016, avec Le Livre de poche, Stock, Calmann-Lévy, etc.

## Autres publications

### Linguistique
Larousse publie aussi des revues et des essais portant sur le langage et la langue française, dont le périodique grand public Vie et langage publié entre 1952 et 1974, et dont le directeur éditorial était Alain Guillermou, ainsi que des revues spécialisées comme Langages (à partir de 1966) ou Langue française (à partir de 1969). On peut citer aussi des ouvrages de linguistique, comme ceux parus, dans les années 1970, dans la collection « Langue et langage » sous la direction de Jean Dubois.

### Édition électronique

#### Dictionnaires sur CD-ROM
- Bibliorom Larousse (1996, épuisé), qui comporte :
  - Le Petit Larousse illustré 1997
  - Dictionnaire compact français-anglais, anglais-français (1996)
  - Dictionnaire compact français-allemand, allemand-français (1996)
  - Dictionnaire compact français-espagnol, espagnol-français (1996)
  - Thésaurus Larousse 1996
  - Dictionnaire des citations françaises et étrangères (1996)
- Grand Dictionnaire Larousse français-anglais, anglais-français (1996)
- Dictionnaire des prénoms (2001)
- Le Petit Larousse 2004, Le Petit Larousse 2010[61], etc.

La commercialisation des CD-ROM a été arrêtée en 2009.

#### Encyclopédies multimédias
À partir de 1997, avec le logiciel LME (Larousse Multimédia Encyclopédie), Larousse propose également des encyclopédies multimédias sur CD ou téléchargeables.

#### Contenus en ligne
À partir de mai 2008, Larousse va proposer en ligne de nombreux contenus encyclopédiques,.
Dans le but de rivaliser avec Wikipédia est créé un espace contributif. Toutefois, les articles et les illustrations provenant des ouvrages et des équipes de Larousse sont présentés distinctement des contenus apportés par des internautes volontaires. Sur cette dernière plateforme, chaque auteur a le contrôle de ses articles, qu'il peut retirer. L'espace contributif est supprimé en 2013.
Par ailleurs, les contenus de certains ouvrages Larousse sont disponibles sur Gallica, le site de la BNF qui propose des contenus numérisés, dont le Grand Larousse de la langue française.

#### Applications mobiles
Larousse propose des applications pour téléphones portables, permettant de consulter divers ouvrages hors ligne, notamment des dictionnaires de langue.

### Officiel du Scrabble
Larousse est, depuis 1989, l'éditeur de L'Officiel du jeu Scrabble, dictionnaire officiel du Scrabble francophone.

## Identité visuelle
La fleur de pissenlit isolée dans un cercle représentatif du globe terrestre, et dispersant les akènes du savoir, ainsi que la devise « Je sème à tout vent », remontent à 1876, quand le dessinateur Émile-Auguste Reiber en fait l'emblème de Larousse, le choix de cette fleur suggérant que le dictionnaire se propose de dispenser une science familière et sans prétention. Associée à la devise, l'allégorie de la Semeuse (une nymphe qui a la main droite sur le cœur et qui tient de la main gauche un pissenlit, soufflant sur le pappus) apparaît en 1890 et est due à l'affichiste Eugène Grasset.

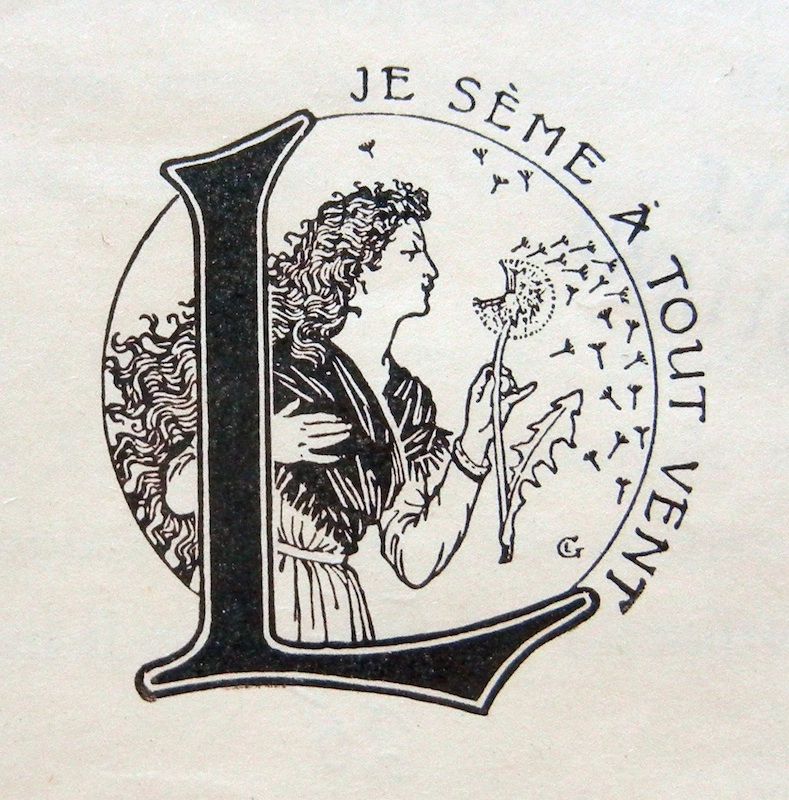
Logo de Larousse dessiné par Eugène Grasset

Selon la légende de l'entreprise, c'est dans la maison familiale de Claude Augé (rédacteur en chef du Larousse) à L'Isle-Jourdain que Grasset se serait inspiré de la femme de Claude Augé. Accompagnée de la lettre L et de la devise, la Semeuse devient le célèbre logotype des éditions Larousse.
Les années passant, ce logotype est modernisé et de plus en plus stylisé : dans la création de Jean Picart Le Doux, de 1955 à 1970, le buste n'est plus représenté et la chevelure se présente sous forme de flammes ; retour à la Semeuse de Grasset dans les années 1980 ; nouveau logo, très stylisé à partir des années 1990 (cf. infobox) ; design des jaquettes et de l'emboîtage conçu par Philippe Starck, en 2006, pour Le Grand Larousse illustré…
Toujours dans les années 2000, tout en revisitant le logo de la Semeuse d'Eugène Grasset, Larousse fait appel à Christian Lacroix, Moebius, puis Karl Lagerfeld (1999) ou Jean-Charles de Castelbajac (2014) pour « relooker » Le Petit Larousse.

## Évolution de la structure directoriale
Elle est tout au long de l'histoire de cette société familiale, fort complexe :
- 1851-1875 : Librairie Pierre Larousse (1817-1875) & Pierre-Augustin Boyer (1821-1896)
- 1875 : 
  - Librairie : Pierre-Augustin Boyer, Émile Moreau (1842-1919) et Georges Moreau (1853-1934), ses neveux
  - Édition : Pauline Suzanne, veuve Larousse (1825-1890) et son neveu Jules Hollier-Larousse (1842-1909)
- 1885 : Société nouvelle Vve P. Larousse et Cie, unifiant l'ensemble des associés
- 1887-1919 : Paul Adrien Gillon (1853-1934), neveu de Boyer, nommé directeur-gérant
- 1890 : société Hollier-Larousse et Cie
- 1897-1920 : Claude Augé, directeur associé
- 1909 : société Moreau, Augé, Gillon & Cie
- 1920 : Compagnie Gillon, Augé, Hollier-Larousse, Moreau & Cie
  - Direction : Paul Augé (1920-1951), puis André Gillon (1880-1969)
- 1931 : Formation d'une première SARL
  - 1950-1985 : Claude Dubois (1924-2012), rédacteur en chef des dictionnaires et encyclopédies[71]
- 1968 : Librairie Larousse, deuxième SARL
- 1972 : Larousse SA
  - Directeur commercial : François de L'Espée (1943-1998), gendre d'André Gillon
- 1984 : les héritiers, nombreux, vendent leurs parts à CEP Communication

## Anciens collaborateurs notoires
- Jacques Maurice Dessertenne
- Jean Dubois
- Philippe de La Cotardière
- Jean-Loup Passek
- Emmanuel de Waresquiel

## Sponsoring
Larousse est le principal parrain du jeu télévisé Questions pour un champion, diffusé sur France 3 depuis sa création le 7 novembre 1988. Bien qu'il ne soit plus annoncé depuis 2003, il reste le fournisseur des livres offerts aux candidats.